# Taz in Escape from Mars
 (octobre 2019).
Si vous disposez d'ouvrages ou d'articles de référence ou si vous connaissez des sites web de qualité traitant du thème abordé ici, merci de compléter l'article en donnant les références utiles à sa vérifiabilité et en les liant à la section « Notes et références ».
Taz in Escape from Mars est un jeu vidéo de plates-formes. Il est sorti en 1994 sur Mega Drive puis sur Game Gear. Le jeu a été développé par Headgames et édité par Sega. Il met en scène Taz et d'autres personnages des Looney Tunes. 
Taz doit s'échapper de la planète Mars, où il a été amené par Marvin le martien. 

## Synopsis
En découvrant le diable de Tasmanie dans son livre sur les créatures terrestres, Marvin le martien a l'idée de capturer Taz pour son zoo personnel. Il se rend sur Terre, téléporte Taz dans sa soucoupe volante et envoie Taz dans son zoo martien. Taz s'en échappe.
Après avoir fait le chemin de retour vers la Terre, Taz revient sur Mars et part à la recherche de Marvin dans sa maison pour le combattre.
Une fois Marvin mis hors d'état de nuire, Taz vole le vaisseau de l'espace et met cap sur la Terre. Le jeu se termine avec Taz avalant un monceau de fruits sur le chemin du retour et s'éloignant en tournant follement comme une toupie.

## Système de jeu
Le jeu comprend six mondes de deux à trois niveaux.
Taz saute, tourne sur lui-même, déclenche des commutateurs et ramasse des objets. En fonçant tout en faisant la toupie, Taz peut se débarrasser de ses ennemis, ou creuser dans le sol.  
Taz commence le jeu avec douze points de vie. Il en perd un chaque fois qu'il touche un ennemi sans faire la toupie. Certains indésirables, comme la mouche ou le soldat en armure (dans le monde du château hanté) ne peut être défaits de la manière ordinaire mais seulement à coups de pierres ou par le feu. D'autres, comme Sam le pirate, ne peuvent pas être vaincus.    
Le joueur termine un niveau soit en battant le boss du niveau, soit en trouvant le panneau qui indique la sortie.   
Taz retrouve des points de vie en mangeant des items de nourriture. Mais en tournoyant dessus, il les détruit. Une trousse de secours ingurgitée lui redonne six points de vie. Il peut cracher dix fois des pierres après avoir mangé une boîte remplie de cailloux, ou cracher dix fois des flammes s'il a englouti une bonbonne de gaz. Des vies supplémentaires et des bonus sont disséminés dans les niveaux.     
Certains items sont nuisibles et enlèvent chacun un point à Taz, comme les petites bombes, les bombes à retardement, et les gâteaux farcis de dynamite. 
Parmi les divers objets, il y a la potion qui fait grandir et l'autre qui fait rapetisser. Taz, devenu plus grand avec la première potion, peut détruire ses ennemis par simple contact (sans tournoyer) et n'est plus touché par les attaques ennemies. Taz rapetissé ne peut plus rien détruire mais peut passer à travers des passages étroits. Ces objets peuvent être détruits en faisant la toupie dessus.
La version Game Gear a été adaptée par TecToy sur Sega Master System et est sortie en mars 1997, au Brésil seulement.

## Accueil
Les quatre évaluateurs d'Electronic Gaming Monthly ont des avis divergents à propos de la version Mega Drive du jeu. Deux d'entre-eux la trouvent médiocre, soulignant le graphisme basique et sans surprise, ainsi que la difficulté de se figurer la marche à suivre pour progresser dans le jeu. Les deux autres testeurs, en revanche, recommandent ce jeu, déclarant qu'il s'agit d'une vraie amélioration par rapport au précédent jeu Sega avec Taz : Taz-Mania, et que Taz a plus de capacités techniques. Ils donnent en moyenne la note de sept sur dix au jeu.
GamePro a remarqué que le graphisme, la musique, les effets sonores et même la manipulation de Taz de la version Game Gear sont de qualité très inférieure à la version  Genesis/Mega Drive, mais trouve cependant que les fans de Taz devraient bien apprécier ce jeu.